# Popuščanje
Popúščanje je toplotna obdelava, ki sledi kaljenju jekla. Njen namen je povečati žilavost jekla, ob tem pa se zmanjšata njegova trdota in trdnost.
Popuščamo pri ustrezni temperaturi, ki mora biti v vsakem primeru pod temperaturo A1. Pri popuščanju preideta zadržani avstenit in martenzit v obstojnejše mikrostrukturne sestavine.
Praktično popuščanje izvajamo na enega od naslednjih načinov:
- nizkotemperaturno popuščanje, ki poteka od 150 do 250 °C. Trdota se le malo zmanjša (na okoli 60 HRc), zmanjšajo se tudi notranje napetosti in nekoliko poveča žilavost. Mikrostruktura je sestavljena iz popuščenega martenzita. V tem območju popuščamo rezilna orodja iz ogljikovih in nizkolegiranih jekel, merilna orodja, cementirane dele…

- srednjetemperaturno popuščanje, ki poteka med 350 °C in 450 °C. Znižata se trdota in trdnost, zvišata razteznost in žilavost. Trdota 35-45 HRc. Primerno je za vzmetna jekla.

- visokotemperaturno popuščanje, ki poteka pri temperaturah med 550 °C do 700 °C. Žilavost jekla se precej poveča, zato se lahko jeklo uporablja za dinamično obremenjene elemente, kot so npr. gredi. Kombinacija kaljenja in visokotemperaturnega popuščanja se imenuje poboljšanje.